# Hardware libero

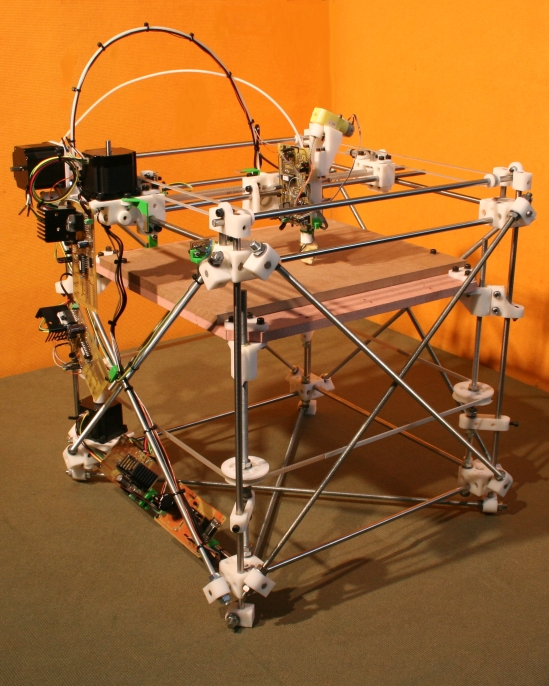
la stampante 3D RepRap, costruita con hardware libero e software open source

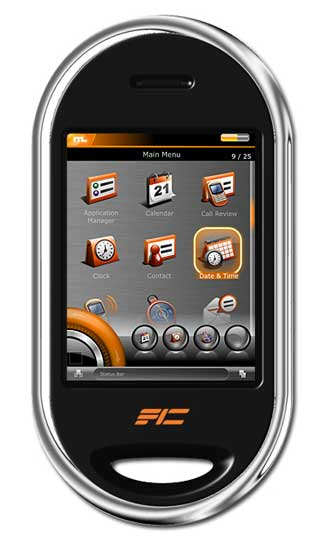
OpenMoko

Hardware libero si riferisce ad hardware elettronici e di computer che sono stati progettati con la stessa politica del software libero ed open source (FOSS). L'hardware libero è parte della cultura dell'open source, che espande quest'ideologia al di fuori dell'ambito del software.
Il termine viene principalmente usato per esprimere la libera divulgazione di informazioni riguardanti il progetto stesso dell'hardware, comprendente gli schemi, la lista dei materiali, il layout dei dati del circuito stampato, solitamente insieme al FOSS per far girare l'hardware.

## Licenze
Piuttosto che creare una nuova licenza, alcuni progetti di hardware libero usano semplicemente le licenze esistenti per i software open source.
In più, sono state proposte diverse nuove licenze.
Queste licenze sono progettate per rispondere a specifiche istanze dei progetti hardware.
I principi del software open source sono stati trasportati su queste licenze.
Le organizzazioni tendono a radunarsi intorno a una licenza condivisa.
OpenCores preferisce la LGPL, FreeCores insiste sulla GPL, la Open Hardware Foundation promuove la licenza copyleft o altre licenze permissive.
I progetti di grafica aperta usano una più ampia quantità di licenze, inclusa la licenza MIT, GPL, e una licenza proprietaria.
Nuove licenze di hardware sono spesso definite come "hardware equivalente" di una licenza OSS ben nota, come ad esempio la licenza GPL, LGPL o BSD.
Nonostante le similitudini superficiali con licenze software, la maggior parte delle licenze di hardware sono fondamentalmente diverse: dalla natura, in genere contano maggiormente sul diritto dei brevetti che sul diritto d'autore.
Considerando che una licenza copyright può controllare la distribuzione di codice sorgente o documenti di design, una licenza di brevetto può controllare l'uso e la fabbricazione del dispositivo fisico costruito a partire dai documenti di progettazione.
Alcune licenze libere riferite specificatamente all'hardware sono:
- TAPR[1]: simile alla licenza GPL, permette la ridistribuzione dell'hardware modificato solo se avviene sotto la licenza TAPR, inoltre bisogna mandare tramite e-mail a uno qualunque degli autori la versione modificata della documentazione.
- Balloon Open Hardware License[2]: creata per i progetti Balloon, è utilizzabile per qualunque hardware. Questa licenza si propaga alle opere modificate e derivate, ma non ai sistemi in cui l'hardware è incorporato o ai quali è connesso.
- CERN Open Hardware License[3]: creata dal CERN nel 2011, obbliga le opere derivate a mantenere questa licenza, inoltre, in caso di modifiche alla documentazione, bisogna inviarne una copia a tutti i concedenti. La licenza è disponibile in tre varianti: CERN-OHL-S (strongly reciprocal), CERN-OHL-W  (weakly reciprocal), e CERN-OHL-P (permissive).
- Solderpad License[4]: basata sulla licenza Apache 2.0 ma adattata all'hardware, permette alle opere derivate di usare una licenza differente. Non essendo ancora stata approvata da OSI e FSF permette di essere trattata come una licenza sotto Apache 2.0. Può anche essere applicata ai software.
- Hardware Design Public License[5]: scritta da Graham Seaman, admin di Opencollector.org Archiviato il 20 maggio 2007 in Internet Archive., è ancora ferma a una versione incompleta.

## Sviluppo
Hanno avuto ampia discussione i modi per rendere l'hardware open-source accessibile quanto il software open-source. Le discussioni trattano di più aree, come il livello al quale un hardware è definito open-source, le vie di sviluppo degli hardware e un modello di sviluppo sostenibile.
Una delle maggiori differenze tra lo sviluppo dei software open-source e degli hardware open-source sta nel fatto che il secondo si traduce in uscite tangibili, che costano denaro per il prototipo e la realizzazione. Questo pone attenzione sulla differenza tra "costo zero" e libertà di usare e modificare un'informazione.
Mentre si cerca di minimizzare i costi e di ridurre i rischi finanziari per gli sviluppatori di un progetto individuale, alcuni membri della comunità hanno proposto modelli per soddisfare queste esigenze. Per questo ci sono iniziative per creare comunità con finanziamenti sostenibili, per rendere lo sviluppo schematico più accessibile a un più vasto numero di utenti.
Si punta alla realizzazione di concorsi sponsorizzati dai realizzatori di chip e di altre merci elettroniche, con la clausola che partecipanti e vincitori debbano condividere i loro progetti.

## Formati di scambio
Sono una necessità fondamentale per i progetti di hardware libero, visto che bisogna creare uno standard per potersi scambiare i disegni e perché questi siano leggibili da tutti. Il problema non esiste per i documenti di descrizione dell'hardware, visto che sono dei file di testo ASCII. L'inconveniente si trova quando si parla di schemi di circuiti o maschere.
Una delle prime soluzioni fu di lavorare con immagini JPEG e non con i propri disegni, ma, anche se questo sistema è funzionale, c'è l'evidente problema che per lavorare sopra il progetto bisogna ridisegnarlo completamente.
Un'altra soluzione si basa sull'uso di strumenti CAD comuni e liberi, ma i programmi che seguono questo percorso si trovano a uno stadio incompleto, ancora lontani dal poter essere usati per le caratteristiche richieste dall'hardware libero.

## Problemi risolvibili dall'hardware libero
Esistono diversi problemi che possono essere risolti ricorrendo al concetto di hardware libero. Di seguito se ne citano alcuni dei più rilevanti:
- Componenti che dipendono da tecnologia estera: cercando di fabbricare un disegno si possono avere problemi per la mancanza di materiale. In alcuni paesi può non esserci questo problema, ma altri possono non avere i materiali necessari, ed è dimostrato che le TIC sono strumenti indispensabili per lo sviluppo delle nazioni. Per cui è di importanza vitale, oltre che strategica, che ogni nazione non dipenda da altri paesi per il proprio sviluppo tecnologico.
- Alti costi di produzione: chi desidera utilizzare un hardware disegnato da altri deve prima fabbricarlo, quindi dovrà trovare i componenti necessari, costruire il progetto e verificare che sia stato disegnato correttamente. Tutto questo ha un costo.
- Poche imprese possiedono le conoscenza: la conoscenza continua ad essere trattenuta nelle grandi industrie produttrici, di conseguenza il consumatore deve adattarsi ai prodotti offerti dal mercato. Di solito però questi sono prodotti generici che non soddisfano le specifiche necessità di un determinato consumatore, quindi si limitano le decisioni del consumatore in base a quelle delle aziende produttrici e non si ha libertà di scelta.
- Grande investimento di tempo in lavori con disegni ridondanti: nell'hardware così come nel software proprietario esistono molti disegni ridondanti, vale a dire, si "reinventa la ruota" ricreando un disegno da zero invece di usare conoscenze già esistenti, quando invece si potrebbe innovare in nuove aree di produzione. Questo perché le licenze proprietarie limitano l'uso dei disegni.

## Esempi
- Arduino
- Openmoko Inc.
- openPicus, su openpicus.com.
- RepRap
- OpenRISC
- Elphel
- Theremino System
- LittleBits
- Micro-GT Versatile IDE[6]:
- MIcro-GT Mini
- OSVehicle Tabby